# Mank (film)
Mank är en amerikansk biografisk dramafilm från 2020, i regi av David Fincher och med bland andra Gary Oldman, Amanda Seyfried och Lily Collins i bärande roller. Filmen är inspelad i svartvitt och handlar om manusförfattaren Herman J. Mankiewicz och dennes arbete med utvecklandet av manuskriptet till filmen Citizen Kane från 1941. 
Filmen erhöll tio oscarsnomineringar, varav den vann två: för Bästa foto och för Bästa scenografi.